# إسماعيل محمد (لاعب كرة قدم مالديفي)
إسماعيل محمد (ولد في 16 آذار / مارس 1980) هو لاعب كرة قدم مالديفي، يلعب في خط الوسط والهجوم، وهو يلعب حاليا لصالح نادي في بي وهو أيضا جزء من منتخب المالديف لكرة القدم.
وهو لاعب متعدد المهارات، محمد يعتبر واحدا من أفضل اللاعبين بالقدم اليسرى الذين يلعبون حاليا في جزر المالديف، وهو لاعب سريع ويجيد المراوغة.

## وصلات خارجية
- إسماعيل محمد على موقع قاعدة بيانات كرة القدم.إي يو (الإنجليزية)
- إسماعيل محمد على موقع ناشيونال فوتبول تيمز (الإنجليزية)
- اتحاد كرة القدم في جزر المالديف